# Markel Areitio
Markel areitio cedrún é um futebolista espanhol nascido em Iurreta, Espanha em 7 de setembro de 1996., ele atua como guarda-Redes e joga actualmente na SD Eibar da primeira divisão da Espanha.

## Carreira
Sendo juvenil defendeu as cores do time de sua cidade natal, Iurretako KT, e o Athletic Bilbao, onde deu o salto para um dos filiais desse clube: o CD Basconia da terceira divisão no 2014.
Em 8 de junho de 2015 abandona a disciplina do time de Bilbao para aderir ao cultural de durango que organizaēyes no mesmo grupo, grupo IV, da terceira divisão. A próxima temporada, 2016/17, esta na filial da SD Eibar, o CD vitoria.
Em 17 de setembro é convocado pela SD Eibar da primeira divisão devido à sanção de Asier Riesgo. Apesar de começar o jogo a partir do banco teve que pular no terreno de jogo devido à expulsão de Yoel.

## Vida Pessoal
Seu avô é Serafin Cedrún (Internacional com a seleção) e tio Andoni Cedrún (goleiro do Real Zaragoza).

## Ligações Externas
- http://www.aupaathletic.com/markel-areitio-cedrun/futbolista/4206
- https://web.archive.org/web/20170316204041/http://www.laliga.es/jugador/p240245-17916175002